# Fête d'Unspunnen

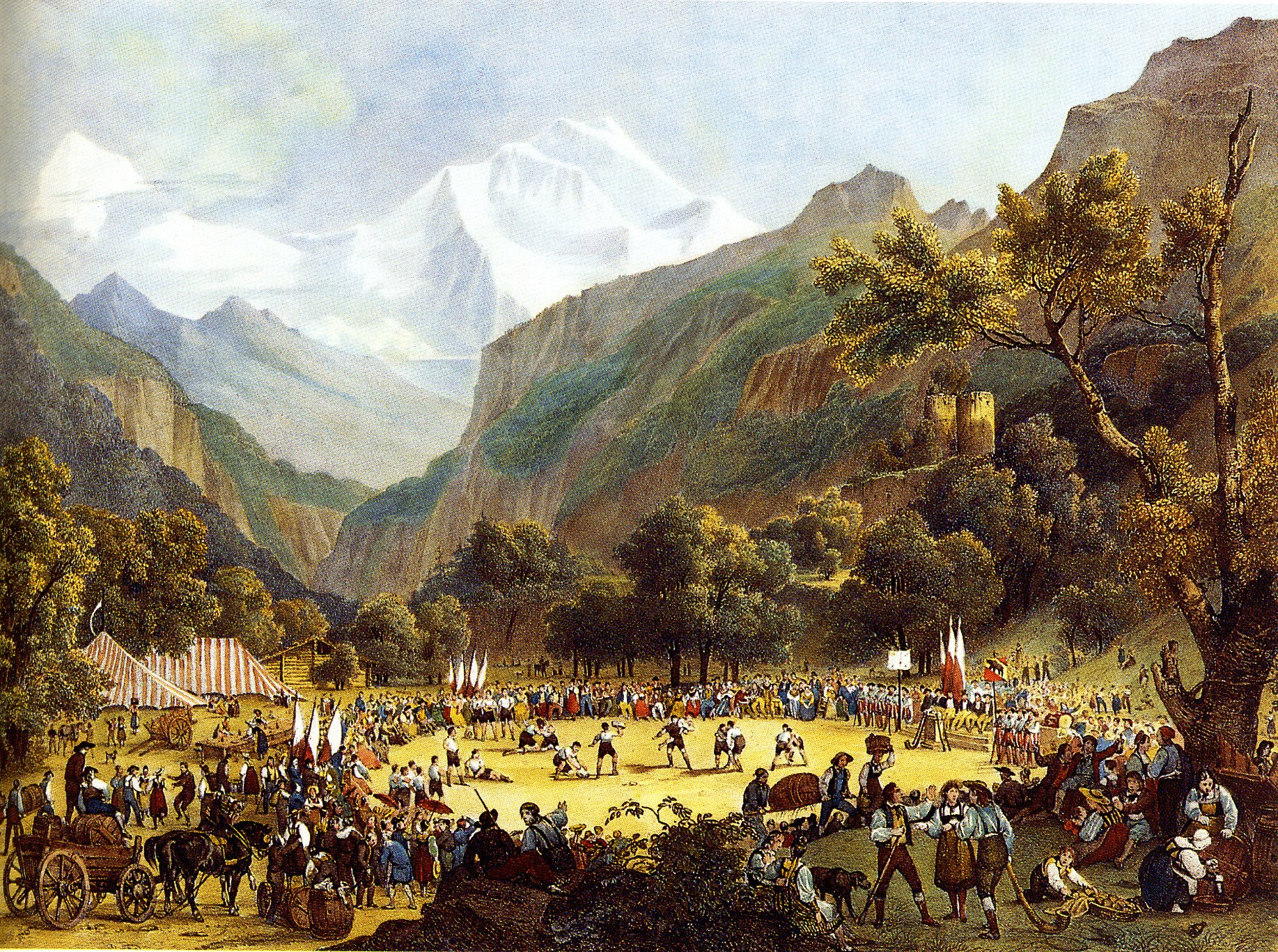
La fête d'Unspunnen de 1808.

La Fête d'Unspunnen a lieu à intervalles irréguliers, généralement entre 8 et 12 ans, à Interlaken en Suisse. Elle met en avant les traditions suisses avec des concours comme le lancer de la pierre d'Unspunnen, la lutte suisse et le yodel.

## Histoire
La fête remonte au XIIIe siècle et était motivée par la résolution de conflits entre la campagne et la ville. Mais ce n'est qu'en 1805 qu'elle est officialisée avec la première édition. Les habitants de l'Oberland bernois avaient formé un canton séparé du reste de la République helvétique, ce qui amena le maire de la ville Berne, Niklaus Friedrich von Mülinen, et le magistrat chargé d'Interlaken, Franz Ludwig Thormann, à organiser une fête pour rétablir les liens entre les deux entités administratives. Politiquement, la fête ne fut pas couronnée de succès mais culturellement et financièrement, elle dépassa les espérances des organisateurs.
Une deuxième fête a lieu en 1808, et attire des visiteurs de toute l'Europe, puis l'évènement est délaissé pendant près d'un siècle. En 1905, on organise une fête similaire sous le titre de VI. Eidg. Schwing- und Älplerfest. Puis une nouvelle période de vide suit et la 4e fête eut lieu en 1946. Depuis, la fête a lieu à un intervalle plus ou moins régulier, tous les douze ans environ : 1946, 1955, 1968, 1981 et 1993.

## Caractéristiques
La fête est organisée par la fédération nationale des costumes suisses, l'Association fédérale de lutte suisse, l'association fédérale de yodel et l'association suisse de la musique populaire.
Outre ses deux compétitions emblématiques que sont le tournoi de lutte, qui se déroule le dimanche et ne réunit que les meilleurs 100 lutteurs du pays, et le lancer de la pierre d'Unspunnen de 83,5 kg, le programme comprend des concours de tir, de hornuss, de cor des Alpes et de lancer de drapeau, un festival de musique avec yodel et de danse folklorique et un cortège célébrant les 26 cantons de la Confédération.
Le tournoi de lutte, l'Unspunnen-Schwinget, a lieu tous les six ans, l'année suivant la Fête fédérale de lutte et des jeux alpestres.

## Éditions duXXIesiècle
La fête de 2006 était initialement prévue pour l'année 2005, mais en raison des inondations en Suisse centrale, elle est repoussée à l'année suivante. De plus, un élément central de la fête, la pierre d'Unspunnen, avait à nouveau été dérobée par des séparatistes jurassiens,. La pierre avait déjà été volée en 1984, puis retrouvée à Bruxelles en 1999, gravée des douze étoiles du drapeau européen et de l'emblème du Groupe Bélier.
La dernière édition s'est déroulée sur neuf jours, du 26 août au 3 septembre 2017 et a attiré plus de 150 000 spectateurs, dont la présidente de la Confédération Doris Leuthard,. Dans le tournoi de lutte, elle voit la victoire en finale de Christian Stucki sur Curdin Orlik.
La prochaine aura lieu en 2029.